# Ayliny Martínez
Ayliny Duanis Martínez (født 12. april 1979) er en håndboldspiller fra Cuba. Hun spiller på Cubas håndboldlandshold, og deltog under VM 2011 i Brasilien.